# 宮城自転車競技場
宮城自転車競技場（みやぎ じてんしゃきょうぎじょう）は、宮城県仙台市宮城野区宮城野二丁目11-6に所在していた自転車競技場。宮城野原公園総合運動場内に位置していた。

## 歴史
1952年（昭和27年）の第7回国民体育大会（東北3県国体）の開催のため、同年に開場。国体開催後は競輪場への転用が検討されたが実現できなかった。
しかし、平間誠記を足がかりに阿部道、荒川秀之助、河内剛、菅田順和などの競輪選手が特別競輪制覇など、宮城王国と呼ばれる活躍を果たしたが、彼らは当地が練習地（ホームバンク）であった。閉場まで宮城県を登録地とする選手の多くが当地で練習していた。また、北海道や北東北3県登録の選手も冬季間の練習場として当地で練習していた。
一方、都市公園法では、公園内の運動施設は総面積の50%未満と定められているが、宮城野原公園総合運動場は同法が施行された1956年（昭和31年）以前からこれを上回る約52%となっており、増改築が困難という理由から2001年の新世紀・みやぎ国体のトラックレースの会場は、同県大和町に宮城県自転車競技場を新設することになった。そして1999年の開場後、宮城県内で開催されるトラックレース大会はそちらで行われるようになった。従って日本自転車競技連盟のWebサイトにも、当地の記載はなくなっていた。
周長は400m。
近年はアメリカンフットボールの試合も行われていた。
北隣にある国立病院機構仙台医療センターの建て替えの用地になったため、2014年5月7日をもって廃止。同年5月13日から解体工事が行われ、62年の歴史に幕を閉じた。